# ФК Порт (Варна)
Порт е български футболен отбор от град Варна. Основан е през 1993 г. От 1995 до 1996 г. се казва „Порт-Тича“. През 1997 г. се обединява с Автотрейд (Аксаково) под името „Порт-Автотрейд“ и участва в Б група, като завършва на 14 място. След това от 1999 до 2001 г. се обединява с Феърплей (Варна) под името „Феърплей-Порт“.

## Успехи
- 14-о място в Б група - 1998 г.
- Три пъти е на 2 място в Североизточната В група - 1995, 1996 и 1997 г.
- 1/32-финалист за Купата на България - 1995/96 и 1997/98 г.

## Изявени футболисти
- Илко Станчев
- Димитър Стефанов
- Ивайло Тодоров
- Ивелин Иванов
- Теодор Тодоров
- Ивайло Андреев
- Валентин Пейчев
- Константин Андреев
- Сашо Трифонов
- Димитър Илиев
- Тодор Каменов
- Йордан Терзиев
- Младен Дамянов
- Теодор Катранджиев
- Стефан Данаилов
- Благовест Роев
- Никола Маджаров